# Anna Schoondermark
Anna Schoondermark (Leiden, 19 september 1884 – Schaarsbergen, Arnhem, 3 september 1938) was een Nederlands medicus.
Ze was de dochter van Jacobus Schoondermark en Catharina Schoondermarck-van Loghem. Zij doorliep de lagere school en het stedelijk gymnasium in Amsterdam, maar leerde verder in Utrecht. Van 1905 tot en met 1913 studeerde ze aan de Universiteit van Amsterdam en werd op 19 november 1917 bevorderd tot doctor in de geneeskunde op basis van het proefschrift "Over gevoelsstoorrnissen bij een aantal klinische gevallen van periphere zenuwlaesies". In 1907 had ze al een propedeuse afgelegd. Ze was toen al aan het werk als geneeskundige aan het gasthuis voor vallende ziektes en assistente van de neurologische kliniek van het Binnengasthuis te Amsterdam (1914-1919). Op 1 januari 1918 aanvaardde zij de baan als afdelingsgeneeskundige van het Rijkskrankzinnigen Gesticht (R.K.G.) te Woensel, waar zijn in 1932 werd gepromoveerd tot waarnemend geneeskundig directrice.
In 1937 werd ze benoemd in de Officier in de Orde van Oranje Nassau. Zij schreef diverse werken op het gebied van de behandeling van psychiatrische patiënten. Ze bleef zelf ongehuwd.